# Образование в Гвинее

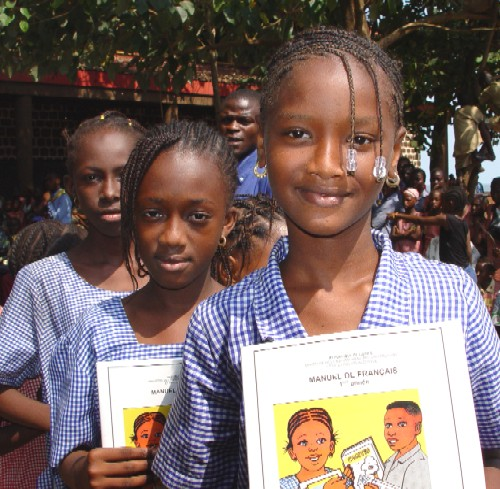
Гвинейские ученицы в Конакри, Гвинея

Начальное образование в Гвинее является обязательным в течение 8 лет. В 1997 году валовой показатель охвата был 54,4 процента, а чистый показатель охвата был 41,8 процента.
Образование с 7 до 13 лет — бесплатное.
До обретения независимости (1958 г.), система образования Гвинеи была основана на принципах французской системы образования.
В 1961 году все школы были национализированы.
Система оценок: от 0 до 20.
По состоянию на 2021 год, по оценкам всемирной книги фактов ЦРУ, только 45,3 % населения в возрасте от 15 лет и старше умеют читать и писать из них 61,2 % мужчин и 31,3 % женщин.